# SecuRec
SecuRec（しーくれく）は、CD-RやDVD-R等に書き込む際にプロテクトを導入する機能。プレクスターによって開発された。一般的にこの機能を利用したCD-R等はPlexTools Professional 2.0でのみ読み込み可能。CD-RWドライブのPX-5232Tシリーズ(Premium)とDVD±RWドライブのPX-712シリーズとPX-716シリーズそしてPX-755シリーズに搭載されている。

## 関連記事
- GigaRec
- VariRec
- プレクスター